# Gliceronfosfat O-aciltransferaza
Gliceron-fosfat O-aciltransferaza (EC 2.3.1.42, dihidroksiaceton fosfatna aciltransferaza) je enzim sa sistematskim imenom acil-KoA:gliceron-fosfat O-aciltransferaza. Ovaj enzim katalizuje sledeću hemijsku reakciju
acil-KoA + gliceron fosfat {\displaystyle \rightleftharpoons } KoA + acilgliceron fosfat
Ovaj enzim je membranski protein. On koristi KoA derivate palmitata, stearata i oleata. Najaktivniji je na palmitoil-KoA.
Gliceronfosfat O-aciltransferaza je enzim vezan za bolest rizomelna hondrodisplazija punktata, tip 2.

## Literatura
- Nicholas C. Price; Lewis Stevens (1999). Fundamentals of Enzymology: The Cell and Molecular Biology of Catalytic Proteins (Third изд.). USA: Oxford University Press. ISBN 019850229X.
- Eric J. Toone (2006). Advances in Enzymology and Related Areas of Molecular Biology, Protein Evolution (Volume 75 изд.). Wiley-Interscience. ISBN 0471205036.
- Branden C; Tooze J. Introduction to Protein Structure. New York, NY: Garland Publishing. ISBN 0-8153-2305-0.
- Irwin H. Segel. Enzyme Kinetics: Behavior and Analysis of Rapid Equilibrium and Steady-State Enzyme Systems (Book 44 изд.). Wiley Classics Library. ISBN 0471303097.

## Spoljašnje veze
- glycerone-phosphate+O-acyltransferase на 
- Glycerone-phosphate+O-acyltransferase на 